# (33995) 2000 OV1
(33995) 2000 OV1 est un astéroïde de la ceinture principale d'astéroïdes découvert en 2000.

## Description
(33995) 2000 OV1 a été découvert le 26 juillet 2000 à l'observatoire Farpoint, à Eskridge, dans l'État américain du Kansas, par l'Observatoire Farpoint.

### Caractéristiques orbitales
L'orbite de cet astéroïde est caractérisée par un demi-grand axe de 2,24 ua, un périhélie de 1,88 ua, une excentricité de 0,16 et une inclinaison de 2,06° par rapport à l'écliptique. Du fait de ces caractéristiques, à savoir un demi-grand axe compris entre 2 et 3,2 ua et un périhélie supérieur à 1,666 ua, il est classé, selon la JPL Small-Body Database, comme objet de la ceinture principale d'astéroïdes.

### Caractéristiques physiques
(33995) 2000 OV1 a une magnitude absolue (H) de 16,5 et un albédo estimé à 0,365.